# 布里奥奈地区圣日耳曼
布里奥奈地区圣日耳曼（法語：Saint-Germain-en-Brionnais，法語發音：[sɛ̃ ʒɛʁmɛ̃ ɑ̃ bʁijɔnɛ]）是法国勃艮第-弗朗什-孔泰大區索恩-卢瓦尔省的一个市镇，属于沙罗勒区。 

## 地理
布里奥奈地区圣日耳曼（46°20'56"N, 4°15'22"E）面积5.96 平方千米，位于法国勃艮第-弗朗什-孔泰大區索恩-卢瓦尔省，该省份为法国中部省份，北起顺时针与科多尔省、汝拉省、安省、罗讷省、卢瓦尔省、阿列省和涅夫勒省接壤。
与布里奥奈地区圣日耳曼接壤的市镇（或旧市镇、城区）包括：圣于连德锡夫里、阿芒泽、迪约、普里济、圣桑福里安德布瓦。

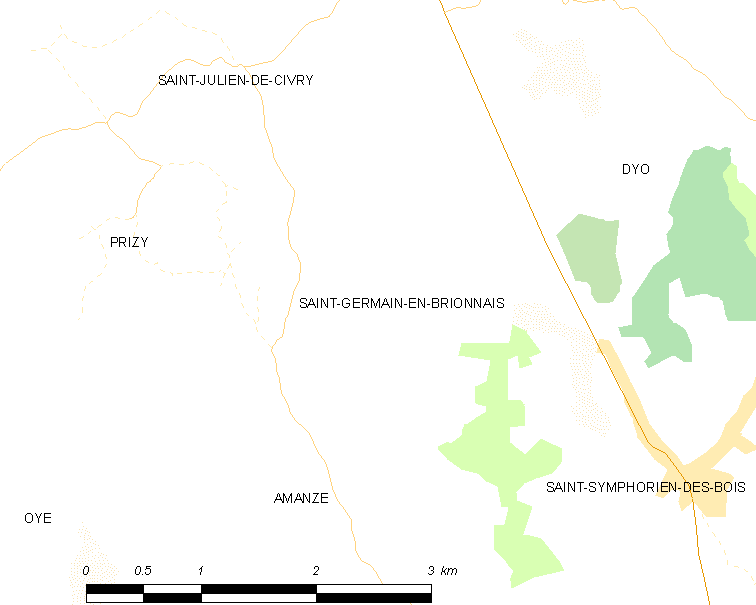
布里奥奈地区圣日耳曼的OSM定位图

布里奥奈地区圣日耳曼的时区为UTC+01:00、UTC+02:00（夏令时）。

## 行政
布里奥奈地区圣日耳曼的邮政编码为71800，INSEE市镇编码为71421。

## 政治
布里奥奈地区圣日耳曼所属的省级选区为沙罗勒县。

## 人口

1962-2008年间布里奥奈地区圣日耳曼人口变化图示

布里奥奈地区圣日耳曼于2022年1月1日时的人口数量为177人。